# Mikołaj Chlewicki

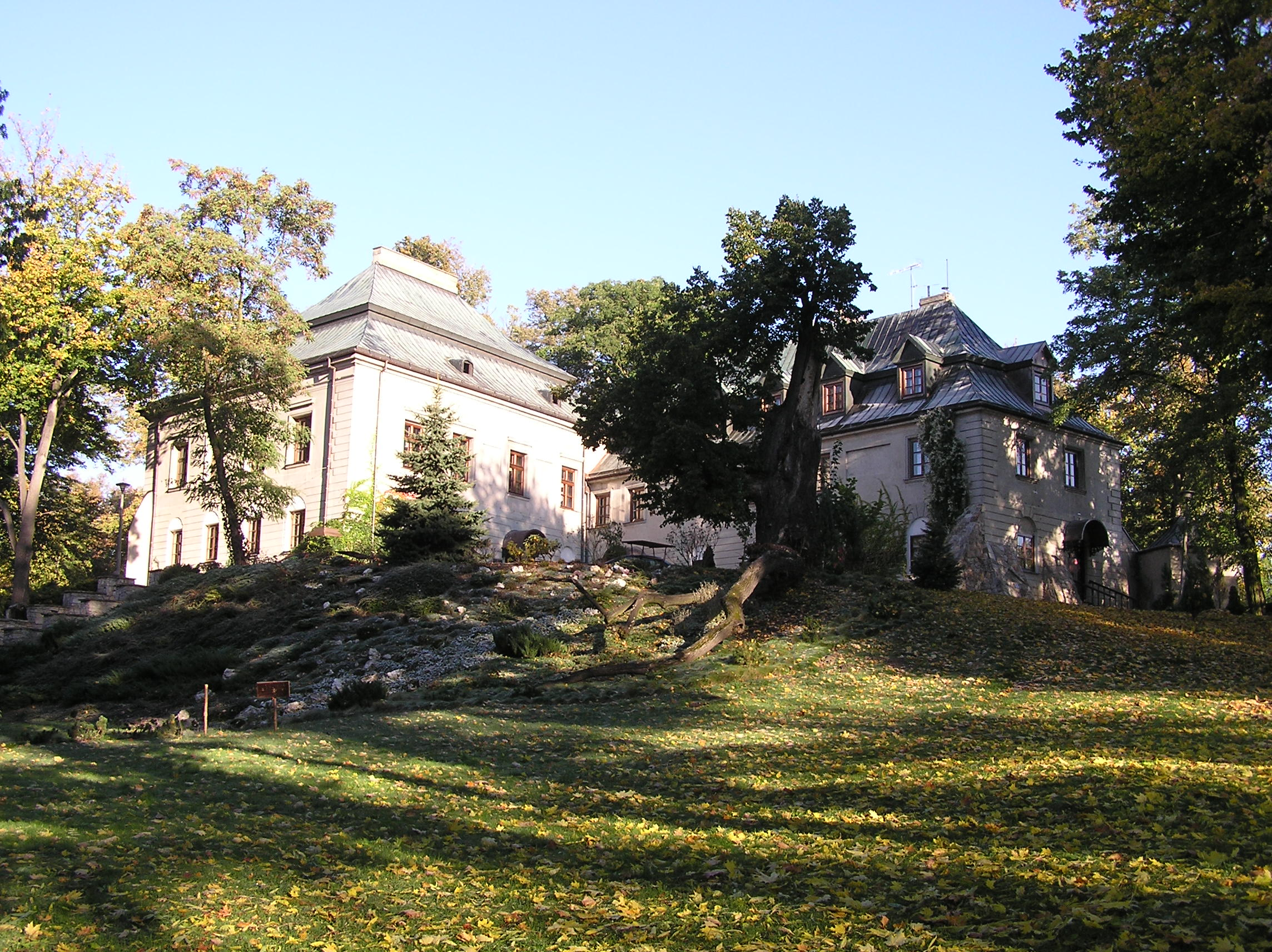
Zamek w Chlewiskach przebudowany przez Wawrzyńca Chlewickiego. Na tablicy fundacyjnej widnieje napis: Szlachetnie urodzony Wawrzyniec Odrowąż Chlewicki ten zamek rodzinny Odrowążów Chlewickich w dawnych czasach sam zbudował, wysokie wzgórze wznosząc aby pokonać teren błotnisty. Obronił się przed niesprawiedliwością czasu, żyje i sam niech będzie świadectwem rzeczywistości. Roku Pańskiego 1605

Mikołaj Chlewicki herbu Odrowąż (zm. 1661) – rotmistrz powiatu chęcińskiego w bitwie pod Beresteczkiem, kasztelan małogoski.

## Rodzina
Pochodził ze starego możnowładczego rodu Chlewickich-Odrowążów. Nazwisko Chlewicki w dawnych czasach przyjęło trzech synów Dobiesława Odrowąża, Jakub, Mikołaj i Piotr od nazwy siedziby rodowej Chlewisk. Poza tym Mikołaj Chlewicki był spokrewniony z Szydłowieckimi i ze Straszami. Był synem Wawrzyńca Chlewickiego i Doroty z Latalskich, wojewodzianki poznańskiej.

## Krótkiecurriculum vitae
- 1630 zawiera związek małżeński z Eleonorą, księżniczką Drucką - Sokolińską, córką Jana, starosty mścisławskiego, otrzymuje w posagu dobra ziemskie w województwie połockim i witebskim
- 1632 jest jednym z tych, którzy podpisali elekcję Władysława IV Wazy
- 1651 walczy jako rotmistrz powiatu chęcińskiego w bitwie pod Beresteczkiem
- 1654 otrzymuje od króla Jana Kazimierza godność kasztelana małogoskiego
- 1655 – jako kasztelan małogoski eskortuje króla Jana Kazimierza uchodzącego przed szwedzkim najeźdzcą na Śląsk. Jest wierny królowi w najtrudniejszych chwilach
- przez króla Jana Kazimierza wprowadzony do senatu Rzeczypospolitej
- w swoich rodowych Chlewiskach wybudował murowaną świątynię ze wspaniałą kaplicą i piękną wieżą. Chlewiska stały się główną siedzibą rodu
- zmarł w 1661 roku

Syn Mikołaja Chlewickiego, Stefan został podczaszym sandomierskim.